# محوطه چشمه سفید
محوطه چشمه سفید مربوط به دوره اشکانیان است و در شهرستان کرمانشاه، بخش ماهیدشت، دهستان ماهیدشت، جنوب روستای چشمه سفید واقع شده و این اثر در تاریخ ۲۷ اسفند ۱۳۸۶ با شمارهٔ ثبت ۲۲۴۷۵ به‌عنوان یکی از آثار ملی ایران به ثبت رسیده است.